# Böotarch
Als Böotarch (altgriechisch βοιώταρχος, aus Βοιωτία (Böotien) und ἀρχή (herrschen)) wurden die Exekutivbeamten bezeichnet, die dem Böotischen Bund vorstanden und unter anderem auch Aufgaben als Heerführer wahrzunehmen hatten. Sie wurden jährlich neu gewählt.
Die Böotarchen wurden von den zunächst elf, später sieben Wahlkreisen (μέρη) des Böotischen Bundes gewählt, wobei jeder Kreis einen Böotarchen bestimmte. Theben als Hauptort des Bundes wählte vier Böotarchen, was auch nach Verringerung der Anzahl auf sieben Böotarchen beibehalten wurde. Je zwei wurden von Orchomenos und Thespiai gewählt, einer von Tanagra. Die drei Städte Haliartos, Lebadeia und Koroneia sowie Akraiphion, Kopai und Chaironeia bildeten zusammen je nur einen Kreis und stellten daher auch nur je einen Böotarchen gemeinsam.
Historisch bekannt geworden sind die Böotarchen Epaminondas und Pelopidas. Das Amt bestand bis weit in römische Zeit hinein: Noch im 3. Jahrhundert  n. Chr. war ein Böotarch namens Dexippos (wohl identisch mit Gnaeus Curtius Dexippus) an der Abwehr der Goten beteiligt. In der Spätantike verliert sich die Spur des Amtes dann.